# Гольбштадт
Гольбштадт — деревня в Москаленском районе Омской области России. Входит в Екатериновское сельское поселение.
ранее имелся котлован который в последствии пересох.
на территории Гольбштадта находится кладбище.

## География
Деревня расположена в 7 км к юго-западу от п. Москаленки.

## История
Основано в 1907 году переселенцами из Причерноморья и Беловежских колоний.

## Население
| 1920 | 1926 | 1970 | 1979 | 1989 | 2010 |
| ---- | ---- | ---- | ---- | ---- | ---- |
| 251  | ↘199 | ↗295 | ↘261 | ↗268 | ↘246 |